# Boloria zehlae
Boloria zehlae är en fjärilsart som beskrevs av Bois-reymond 1926. Boloria zehlae ingår i släktet Boloria och familjen praktfjärilar. Inga underarter finns listade i Catalogue of Life.